# Andrzej Wiczkowski
Andrzej Kazimierz Wiczkowski – polski lekarz, profesor  nauk medycznych, prodziekan Wydziału Lekarskiego z Oddziałem Lekarsko-Dentystycznym w Zabrzu Śląskiego Uniwersytetu Medycznego w Katowicach.

## Życiorys
W 1967 r. ukończył studia na Uniwersytecie Wrocławskim, w 1996 r. habilitował się na podstawie pracy zatytułowanej Wpływ hiperwolemii na wydzielanie przedsionkowego peptydu natriuretycznego, wazopresyny, czynność układu renina-angiotensyna-aldosteron oraz stężenie parathormonu i kalcytoniny u chorych na przewlekłe choroby wątroby wywołane wirusem typu B. W 2007 r. uzyskał tytuł profesora nauk medycznych.
Był pracownikiem naukowym na Wydziale Nauk o Zdrowiu Akademii Techniczno-Humanistycznej w Bielsku-Białej i w Katedrze i Zakładzie Ogólnej Biologii Lekarskiej na Wydziale Lekarskim z Oddziałem Lekarsko-Dentystycznym w Zabrzu Śląskiego Uniwersytetu Medycznego w Katowicach.
Jest profesorem w Akademii Śląskiej.